# Rosmolen Zeddam
De Rosmolen Zeddam is een rosmolen aan de Bovendorpsstraat in het dorp Zeddam in de gemeente Montferland in de provincie Gelderland.

## Geschiedenis
De rosmolen werd in 1546 gebouwd als aanvulling op en tegenover de al bestaande Grafelijke windmolen, in opdracht van de toenmalige eigenaren, de graven van den Bergh. De graven verpachtten de rosmolen aan de molenaar van de torenmolen die hem gebruikte als er te weinig wind was. Bij het malen werd dan het paard van de graan aanbiedende boer gebruikt. In 1866 werd de molen verkocht en gesloopt. In 1974 werd de rosmolen herbouwd met behulp van bouwtekeningen die in het archief van Huis Bergh bewaard waren gebleven. De molen is eigendom van de Stichting Oswaldusgilde, hij is onderdeel van een compleet maalbedrijf dat zowel met windaandrijving als met paardenkracht werkt.

## Omschrijving
Het maalwerk dat bestaat uit een koppel maalstenen wordt voortbewogen door een paard. Het molengebouw heeft een buitenwerkse maat van 9 meter 30 bij 13 meter 55 met een nokhoogte van 6 meter 75. In de voorgevel bevindt zich een dubbele deur en een enkele deur. Binnen bestaat de vloer deels uit estriken, maar waar het paard loopt ligt leem bestrooid met grof zand. Het grote kamwiel heeft 340 kammen en is voorzien van een steekcirkel met binnendiameter van 7 meter 25 en een buitendiameter van 7 meter 29. Het rondsel heeft een steekcirkel van 40,9 centimeter en bezit 19 staven. Bij een normale stapgang van het paard, vijf kilometer per uur, maakt het grote wiel vijf toeren per minuut en de steen 90. Indien van de windmolen gebruik wordt gemaakt is de capaciteit tienmaal zo groot.

## Functie en exposities
In de molen wordt een kleine verzameling zwerfstenen tentoongesteld die bijeengebracht is door J. Hoogland, voormalig dierenarts te Zeddam. Ook is er een mineralencollectie te zien. Ook worden er regelmatig kunstexposities gehouden. De molen is in de zomer in het weekeinde in bedrijf en voor publiek geopend. De rosmoleninstallatie wordt dan voortbewogen door een paard.